# ألان تايلور
ألان تايلور (بالإنجليزية: Allan Taylor)‏ (1 ديسمبر 1905 في المملكة المتحدة - 1 يناير 1981) هو لاعب كرة قدم بريطاني (وحمل سابقاً جنسية المملكة المتحدة لبريطانيا العظمى وأيرلندا) في مركز حراسة المرمى. لعب مع توتنهام هوتسبير ونادي هارتلبول يونايتد ونيوكاسل يونايتد ونادي ساوث شيلدز ‏ ونادي  شيلدز الشمالية ‏.